# Омартиан, Майкл
Майкл Омартиан (Омартян или Омартьян; англ. Michael Omartian; род. 26 ноября 1945, Эванстон, Иллинойс) — американский пианист, автор песен, аранжировщик и музыкальный продюсер армянского происхождения. 
За свою карьеру, длившуюся более четырех десятилетий, он участвовал в создании множества альбомов. Как продюсер, он выпускал пластинки номер один в течение трёх десятилетий подряд. Многократный лауреат премии «Грэмми», в том числе в номинации «Клавишник года» и «Продюсер года». Он провел пять лет в A&R компании ABC/Dunhill Records в качестве продюсера, художника и аранжировщика. Впоследствии он был нанят компанией Warner Bros. как штатный продюсер и сотрудник A&R. Омартиан переехал из Лос-Анджелеса в Нэшвилл в 1993 году, где он работал в Совете управляющих Академии звукозаписи, и помог сформировать учебный план для первой магистерской программы в области музыкального бизнеса в Университете Бельмонта.
Омартиан продюсировал альбомы для целого ряда артистов, включая Майкла Болтона, Долли Партон, Дебби Бун, Питера Сетеру, Кристофера Кросса, Эми Грант, Уитни Хьюстон, The Jacksons, Клиффа Ричарда, Рода Стюарта, Донну Саммер и Тришу Йервуд.

## Дискография
Студийные альбомы
- White Horse (1974)
- Adam Again (1977)
- Seasons of the Soul (1979)
- Mainstream (1982)
- Conversations (1986)
- The Race (1991)